# 케이옥션
케이옥션(K Auction Inc.)은 대한민국의 경매 전문 기업이다. 본사는 서울 강남구 언주로172길 23에 위치해 있으며 대표이사는 도현순이다. 미술품 경매를 통해 낙찰자와 위탁자를 중개하는 경매사업과 판매사업을 영위하고 있다.

## 상장
2022년 1월 24일에 주관사를 신영증권으로 공모가 20,000원에 코스닥 시장에 상장하였다.

## 같이 보기
- 경매
- 서울옥션
- 크리스티스
- 소더비스

## 참고문헌
1. ↑  서울옥션-케이옥션, 업황 부진 속 엇갈린 성적표, 톱데일리, 2023년 3월 21일
2. ↑  서울·케이옥션 12월 경매…안중근 의사 유묵 등 출품, 연합뉴스, 2023년 12월 8일
3. ↑  케이옥션, 2023년 9월 경매 개최, 뉴스와이어, 2023년 9월 11일
4. ↑  박종선, 유진투자증권 Company Comment-케이옥션, 2022년 1월 6일